# Hédi Ben Ammar
Hédi Ben Ammar, alias « Autorail », né le 25 décembre 1917 à Tunis et décédé le 1er octobre 1975, est un footballeur tunisien évoluant au poste d'attaquant, plus précisément à celui d'avant-centre.
Il joue au Club africain entre 1938 et 1947. Il compte par ailleurs dix matchs internationaux à son actif.

## Carrière
- 1938-1947 : Club africain (Tunisie)

## Palmarès
- Champion de Tunisie : 1947
- Champion de Tunisie (promotion d'honneur) : 1937[2]